# Vestibular
El vestibular es un tradicional examen de ingreso tomado por las universidades brasileñas a fin de seleccionar candidatos para las vacantes ofrecidas. Se trata de una prueba que evalúa los conocimientos adquiridos tanto en la escuela primaria como en la secundaria, siendo el principal medio de acceso a la educación universitaria en Brasil.
Se trata del criterio de selección de candidatos preferido por las instituciones públicas de educación universitaria, mientras el uso de métodos alternativos de ingreso es promovido en general por instituciones privadas. A pesar de que continúa siendo muy utilizado en todo el país, el vestibular es un modelo de selección constantemente criticado por los especialistas. 
Los exámenes vestibulares con más aspirantes son aquellos que permiten el ingreso a las facultades públicas, como los de la USP, Unicamp, Unifesp, UnB, UFMG,UFRJ, Unesp y UFG. Tales exámenes son tomados por fundaciones o comisiones especialmente creadas para tal fin, como la FUVEST (USP), COMVEST (Unicamp), CESPE (UnB) y VUNESP (Unesp, UNIFESP, UFSCar).
El vestibular en Brasil está siendo reemplazado por ENEM ligeramente, pero todavía hay muchas universidades que tienen sus propios exámenes de ingreso.

## Estructura de la prueba
La estructura de la evaluación varía de acuerdo a la institución responsable, y cabe destacar que en algunas oportunidades una misma institución utiliza diferentes métodos a través de los años, haciendo cambios dependiendo del objetivo de la prueba.
Tómese el examen de la FUVEST como ejemplo, que es el vestibular con más aspirantes del país, siempre convocando más de 100.000 candidatos y, debido a su tamaño y repercusión, es considerado un modelo para diversos exámenes en todo el país. La cantidad de preguntas en cada una de sus partes cambió a lo largo de los años; habiendo períodos en los que la primera fase era realizada en dos pruebas en dos fines de semana diferentes y otros períodos en que la prueba era hecha en apenas un fin de semana. El examen actualmente está dividido en dos partes distintas:
- Primera parte: El candidato debe responder a las preguntas de un cuestionario de opción múltiple, abarcando las materias idioma inglés, idioma portugués, historia, geografía, biología, física, matemáticas y química.

- Segunda parte: Para poder rendirla es necesario haber aprobado la primera parte. Se deben responder preguntas de forma escrita, de temas que varían de acuerdo a la facultad a la que se desee ingresar. Por ejemplo, un candidato a ingeniería debe rendir las pruebas de portugués, matemáticas, física y química.

Algunas instituciones permiten que el candidato rinda la prueba vía internet, mientras que otras requieren un mayor nivel de seguridad que garantice fehacientemente que quien rinde es quien dice ser. Estas últimas, tienen una infraestructura y organización que permite tomar la evaluación a miles de aspirantes en apenas un día.
Recientemente el gobierno brasileño tomó medidas tendientes a incentivar que las notas del Exame nacional do ensino médio sean tomadas en cuenta a la hora de rendir el vestibular.

## Principales vestibulares
Dentro de los principales vestibulares brasileños, se destacan:
- FUVEST, para la Universidade de São Paulo.
- VUNESP, para la Universidade Estadual Paulista
- COMVEST, para la Universidade de Campinas.
- Instituto Tecnológico de Aeronáutica, administrado por el propio instituto.
- Academia da Força Aérea, administrado por la División de Ensino de Aeronáutica, con una media de 150 candidatos por vacante
- Instituto Militar de Engenharia, administrado por el propio instituto.
- Universidade Federal de Minas Gerais, administrado por la propia institución, con 7847 candidatos en 2006.
- Universidade Federal do Rio de Janeiro, administrado por la propia institución.
- Universidade de Brasília, administrado por la propia institución.
- Universidade Federal do Paraná, administrado por la propia institución.
- Universidade Federal Fluminense, administrado por la propia institución.
- Universidade Estadual do Rio de Janeiro, administrado por la propia institución.
- Universidade Federal de Uberlândia, administrado por la propia institución.
- Universidade Estadual de Londrina
- Universidade Estadual de Maringá
- Universidade Federal de Goiás
- Fundação Universitária do Rio Grande